# Terralba
Terralba est une commune italienne d'environ 10 000 habitants située dans la province d'Oristano, dans la région Sardaigne.
Terralba est jumelée avec Aléria (Corse).

## Administration
| Période                                  | Période  | Identité         | Étiquette | Qualité |
| ---------------------------------------- | -------- | ---------------- | --------- | ------- |
| 29/05/2007                               | En cours | Gian Pietro Pili |           |         |
| Les données manquantes sont à compléter. |          |                  |           |         |

### Hameaux
Marceddì (it) et Tanca Marchese (it).

### Communes limitrophes
Arborea, Arbus, Guspini, Marrubiu, San Nicolò d'Arcidano, Uras.